# Fibigia triquetra
Fibigia triquetra är en korsblommig växtart som först beskrevs av Dc., och fick sitt nu gällande namn av Pierre Edmond Boissier och Karl Anton Eugen Prantl. Fibigia triquetra ingår i släktet Fibigia och familjen korsblommiga växter. Inga underarter finns listade i Catalogue of Life.